# Schneeweißchen und Rosenrot

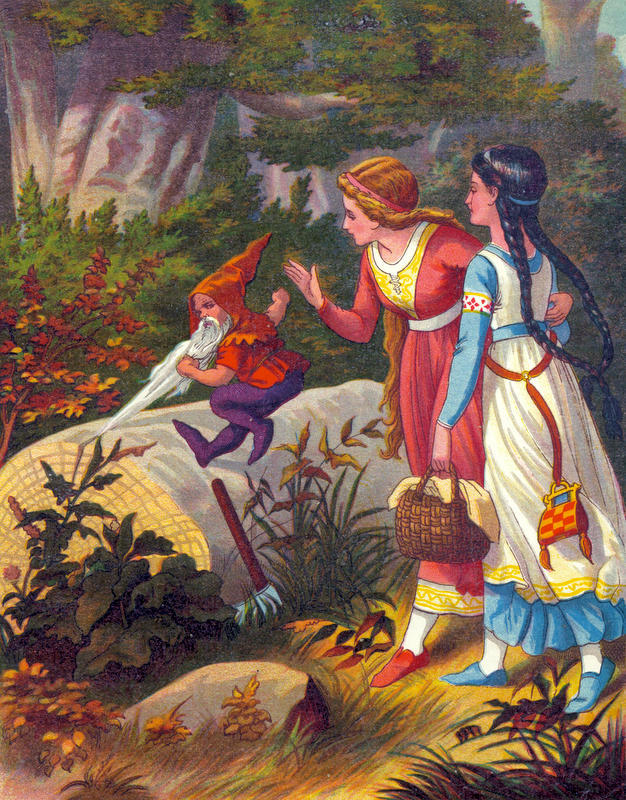
Schneeweißchen und Rosenrot wollen dem Zwerg helfen (Illustration, 1883)

Schneeweißchen und Rosenrot ist ein Märchen (ATU 426). Es steht in den Kinder- und Hausmärchen der Brüder Grimm ab der 3. Auflage von 1837 an Stelle 161 (KHM 161), in der kleinen Ausgabe ab 1833. Wilhelm Grimm veröffentlichte Schneeweißchen und Rosenroth zuerst 1827 in Wilhelm Hauffs Mährchen-Almanach. Es basiert auf Der undankbare Zwerg in Karoline Stahls Fabeln, Märchen und Erzählungen für Kinder von 1818.

## Inhalt

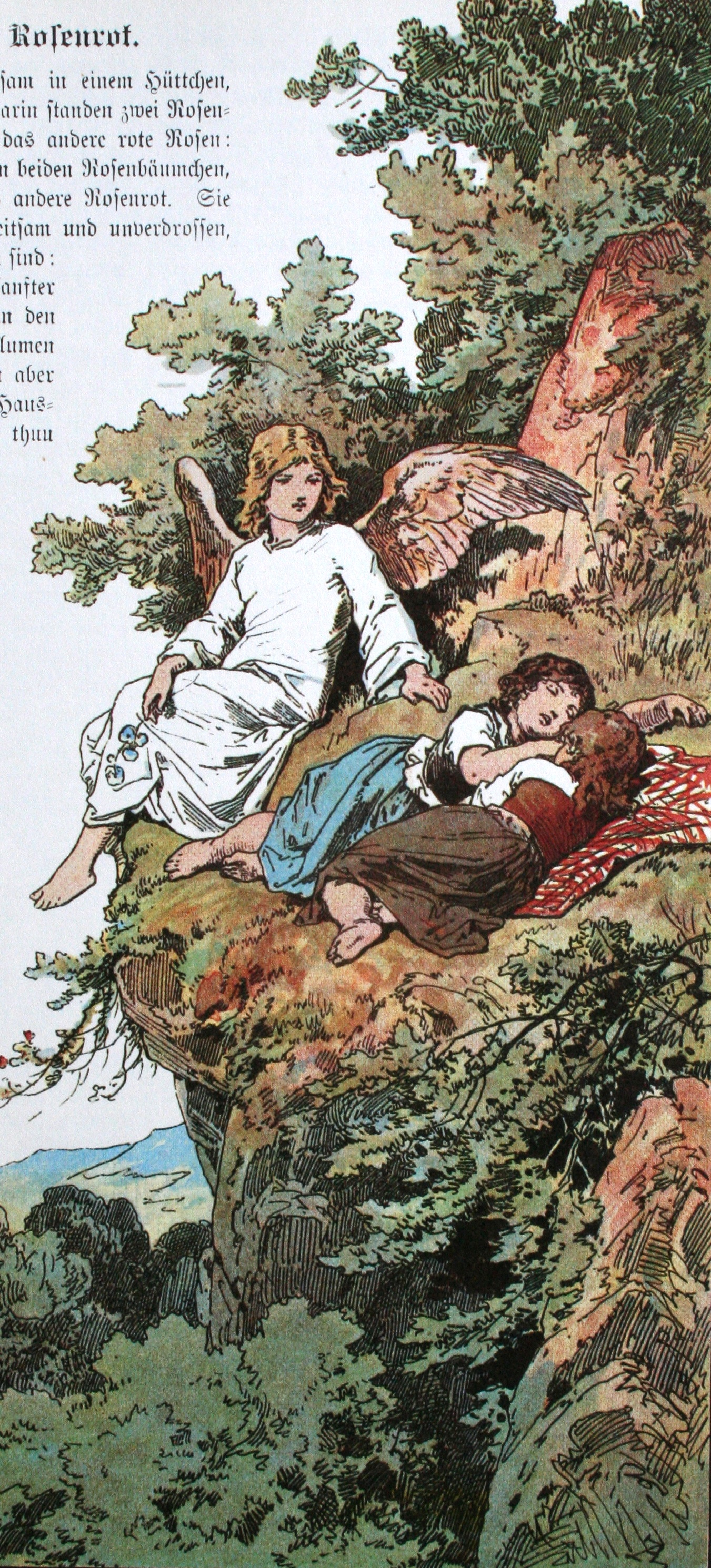
Schneeweißchen und Rosenrot werden vom Schutzengel bewacht (Darstellung von Alexander Zick)

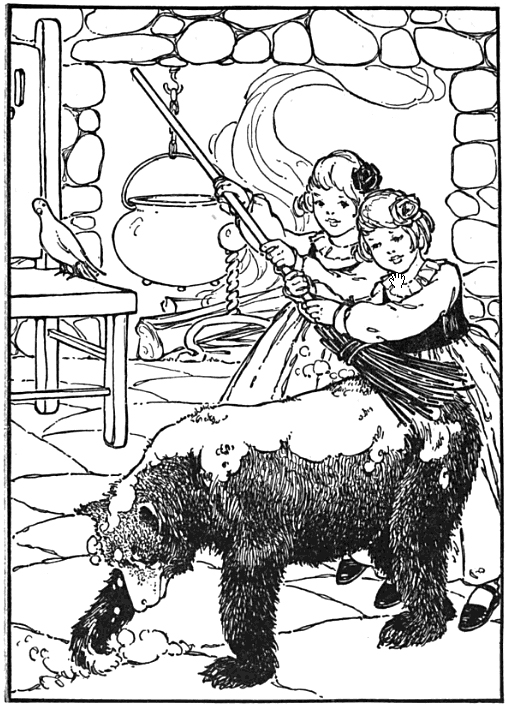
Schneeweißchen und Rosenrot fegen den Schnee aus dem Fell des Bären

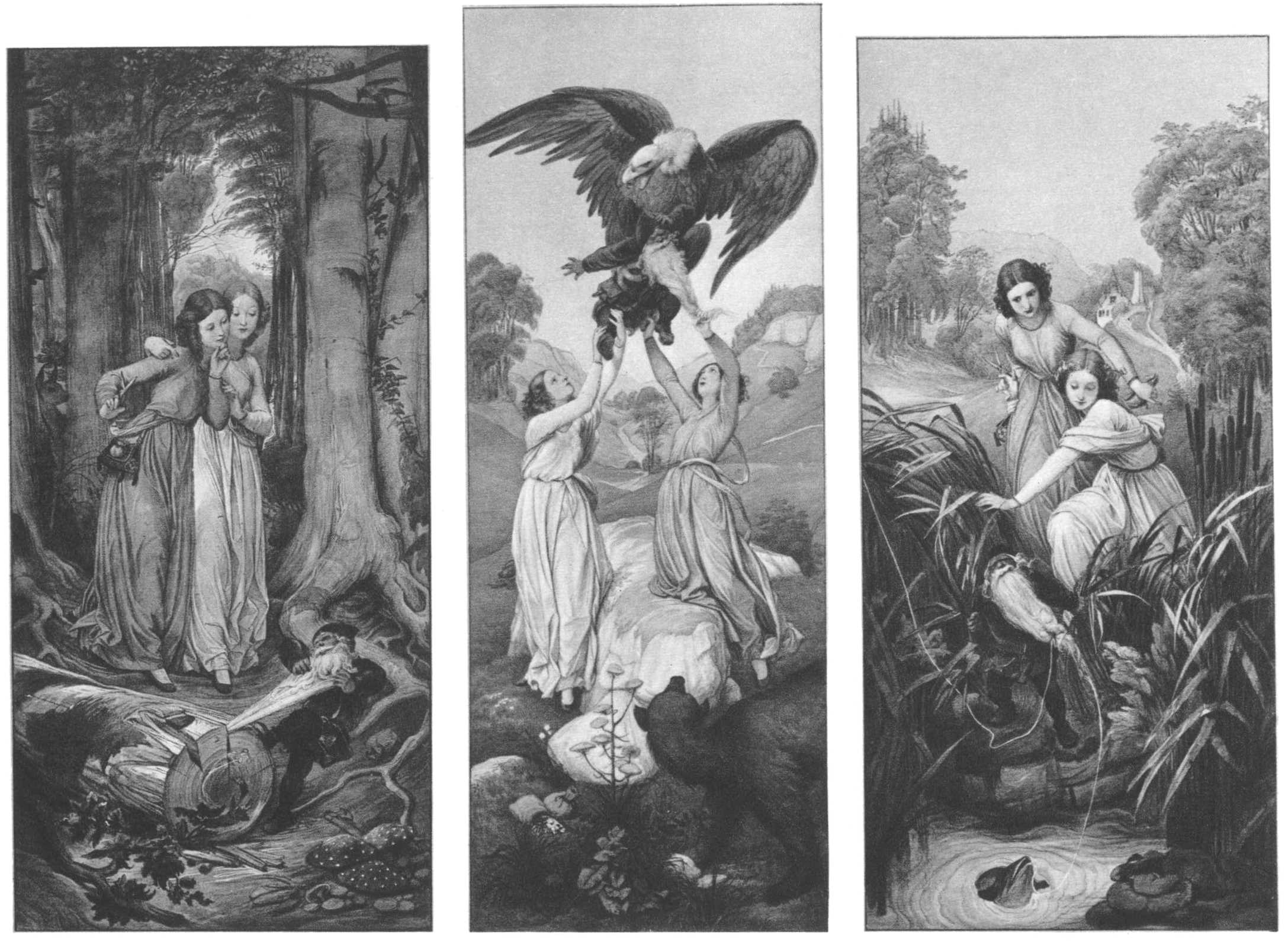
Schneeweißchen und Rosenrot helfen dem Zwerg dreimal (Darstellung von Edward von Steinle)

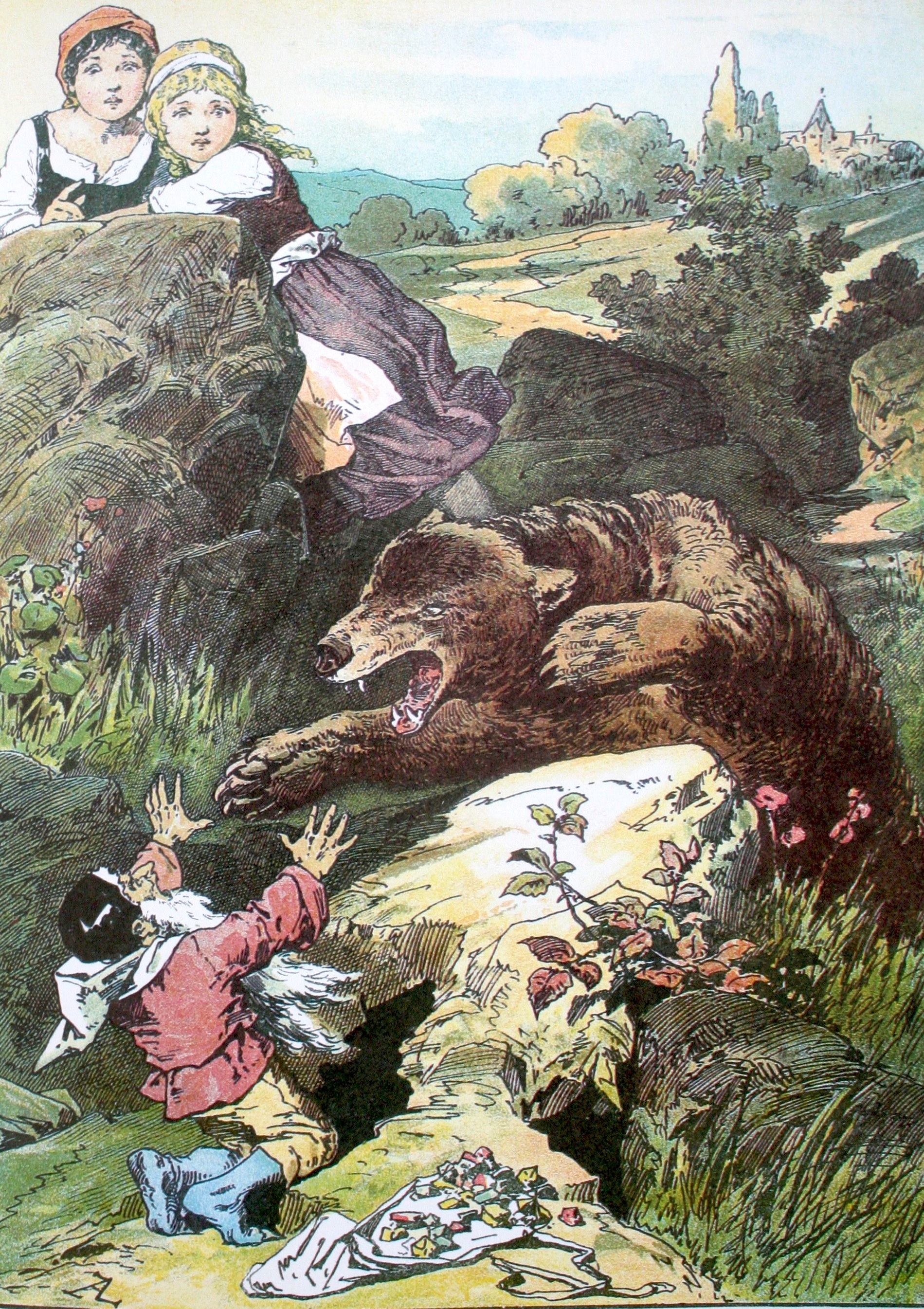
Der Bär tötet den Zwerg (Darstellung von Alexander Zick)

Eine Mutter hat zwei sehr liebe Töchter, Schneeweißchen und Rosenrot. Sie ähneln dem weißen und dem roten Rosenbäumchen in ihrem Garten. Schneeweißchen ist stiller und öfter zu Hause, hingegen pflückt Rosenrot lieber Blumen im Wald. Den Mädchen droht im Wald keine Gefahr von den Tieren, und auch als sie direkt neben einem Abgrund schlafen, behütet sie ihr Schutzengel. Eines Winters sucht Abend für Abend ein Bär bei ihnen Obdach, und die Kinder, obwohl sie sich zuerst fürchten, fassen Zutrauen und spielen mit ihm, was dem Bären behagt. Wenn es ihm zu arg wird, brummt er: „Laßt mich am Leben, ihr Kinder. Schneeweißchen, Rosenrot, schlägst dir den Freier tot.“
Im Frühjahr muss der Bär wieder fort, um seine Schätze vor den Zwergen zu schützen. Am Türrahmen reißt er sein Fell ein und Schneeweißchen meint, Gold darunter hervorschimmern zu sehen. Später treffen die Mädchen im Wald dreimal einen Zwerg, der mit seinem Bart an einem gefällten Baum, dann an einer Angelschnur festhängt, dann will ihn ein Greifvogel forttragen. Sie helfen ihm jedes Mal, doch er ist undankbar und schimpft, weil sie dabei seinen Bart und seinen Rock beschädigen. Beim vierten Treffen wird der Zwerg zornig, da ihn Schneeweißchen und Rosenrot vor einem ausgebreiteten Haufen Edelsteine überraschen. Der Bär kommt und erschlägt den Zwerg. Als sie den Bären erkennen, verwandelt er sich in einen Königssohn, dem, so erfahren sie, der Zwerg seine Schätze gestohlen und ihn verwünscht hatte. Schneeweißchen heiratet den Königssohn und Rosenrot dessen Bruder.

## Interpretation
Der Gegensatz zwischen den unschuldigen Kindern und dem gierigen Zwerg ist selbst für ein Märchen besonders ausgeprägt. Auch die Charaktere des starken Bären und der guten Mutter sind auffällig klischeehaft. Den beiden Kindern ist bei aller Verbundenheit eine gegensätzliche Symbolik eigen. Rot sind die Beeren, die sie im Wald pflücken, wo Rosenrot gerne herumtollt. Weiß dagegen sind das Täubchen und das Lämmchen winters in der Stube. Rosenrot öffnet die Tür, Schneeweißchen schließt sie und verabschiedet den Bären. Der Bart, den die Kinder dem Zwerg stutzen, bedeutet in vielen alten Geschichten die Stärke, wie bei Simson im Alten Testament (Ri 13,11 ; vgl. KHM 196), und war im Mittelalter auch Zeichen der Königswürde. Auch der Bär hat hier einen dicken Pelz, der mit dem Tod des Zwerges von ihm abfällt. Sein Abschied mit Gold unterm Fell parallelisiert den Zwerg mit Edelstein-Sack, so wie dessen Kampf mit dem Fisch den Schutzengel am Abgrund. Der Zwerg kämpft einmal gegen ein Wesen der Erde (Baum), einmal des Wassers (Fisch) und einmal der Luft (Vogel). Diese Kombination des dreigliedrigen Märchenaufbaus mit der Vier-Elemente-Lehre ist in vielen Grimm-Märchen erkennbar, z. B. in Die wahre Braut.
Besonders reizvoll ist in Schneeweißchen und Rosenrot das Schwestern-Doppelbild, in dem beide gleich schön und gleich gut sind. Dieser Aspekt ist in den Zwei-Schwestern-Märchen äußerst selten. Zumeist findet sich in diesen Märchen eine Konstellation wie die von Goldmarie und Pechmarie in Frau Holle, wo die eine gut und verletzlich ist, die andere bösartig und neidisch, letztere zumeist noch tatkräftig unterstützt durch ihr Alter Ego, die böse Stiefmutter. Durch diese Sonderstellung ist Schneeweißchen und Rosenrot zu einem Urbild von einer Schwesternbeziehung geworden, in der beide ihr Selbst auch im Unterschied positiv bestimmen können, ohne einander zu schaden. Taube und Lamm sind christliche Symbole. Rudolf Meyer sieht die sich ergänzende Wesensart der Kinder als denkendes Insichgehen und weltoffene Sinnenfreude, den Bären als übersinnliche Begegnung, wie sie in der Winterandacht vorkommt. Ortrud Stumpfe sieht das Reich des Bären bedroht von Versteinerung, es braucht die Wachheit des geistigen und seelischen Menschenwesens.
Bruno Bettelheim stellt fest, dass die oft abstoßende Seite des Tierbräutigams aus Märchen wie in Das singende springende Löweneckerchen auch hier nicht fehlt – in Gestalt des Zwerges wird er ausgetrieben. Dass Schneeweißchen den Prinzen und Rosenrot dessen Bruder heiratet, betone die Einheit der Protagonisten. Solange die Frau geschlechtliches Begehren ablehne, bleibe der Partner in beider Augen animalisch. Für Eugen Drewermann ist die Ungebrochenheit der Märchenbilder Gelegenheit, den widersprüchlichen Erwachsenenstandpunkt zu hinterfragen und „zu werden wie die Kinder“ (Mk 10,15 ). Im Haus von Mutter Natur leben Winter und Sommer, das gegensätzliche Geschwisterpaar, Hand in Hand. Der Totemismus oder psychologische Symbolismus der zwei Rosenbäumchen zeigt die Einheit von Natur und Mensch, Unschuld und Sehnsucht, Bewahrung und Hingabe, Anmut und Würde, erwachsen werden in Kindlichkeit, was in angstfreier Umgebung gelingt. So werden sie erst im Nachhinein des Abgrunds am Ende der Kindheit gewahr. Die Integration des wilden Bären muss die einseitig mütterliche Welt anfangs erschrecken. Es handelt sich nach Freud um Es-Angst, das Väterliche ist hier nach Jung die vierte, unentwickelte Funktion, man beachte die sexuelle Symbolik ihrer Spiele am Feuer. Das Gewissen ihres kindlichen Schutzengels ist ein überalterter Zwerg geworden, den man nicht mehr so ernst nehmen, gleichwohl noch eine Zeit am Leben erhalten muss, etwa gegen den adlerhaften Intellektualismus der Stadt (Über-Ich-Angst), bis erwachsene Liebe die Entscheidung erzwingt. Wilhelm Salber beobachtet Wechsel zwischen Doppelzuständen, die sich ergänzen oder feindlich sein können.

## Herkunft
Wilhelm Grimms Anmerkung verweist auf Karoline Stahls Der undankbare Zwerg (das er schon im Anmerkungsband von 1822 zusammenfasste), für den Vers des Bären auf Johann Friedrich Kinds Novelle Das Schmetterlings-Cabinet im Taschenbuch Minerva für das Jahr 1813. Seiner handschriftlichen Notiz zufolge inspirierte ihn die Erwähnung der Freier (im Original Plural) zu seinen Erweiterungen. Er breitet erst das kindliche Familienidyll aus und führt dann den Tierbräutigam ein (vgl. KHM 88, 127). Karoline Stahl fokussiert auf den bösen Zwerg, der bei Grimm auch breiter ausgeschmückt ist. Seine Schimpftiraden, z. B. „wahnsinnige Schafsköpfe“ (ab 1833), „ihr Lorche“ (ab 1827) sind für Grimms Märchen ungewöhnlich gehäuft. Wilhelm Grimm arbeitete den Text auch von Ausgabe zu Ausgabe um wie keinen anderen. Er zeigt seine persönlichen Vorstellungen und traf den Publikumsgeschmack.
Eine interessante Erzählvariante zu Schneeweißchen und Rosenrot gibt das Märchen Die drei verwunschenen Fürsten von Božena Němcová. Hier bewegt sich das Märchen jedoch nicht um zwei, sondern um drei schöne Schwestern: Die Erste heiratet einen verwunschenen Bärenkönig, die Zweite einen verwunschenen Adlerkönig und die in Schneeweißchen und Rosenrot noch nicht gekannte dritte Schwester heiratet einen verwunschenen Fischkönig. Die drei werden erlöst durch den kleinen Bruder der drei Schwestern, der die wunderschöne kleine Schwester der drei Tierkönige von einem bösen Bergzauberer befreien muss. Dieser hält das schöne Mädchen in einem Zauberschlaf in einem Sarg in einem Berg gefangen. Der Bergzauberer trägt wiederum Züge des rumpelstilzchenhaften Männchens aus Schneeweißchen und Rosenrot. Vgl. KHM 163, 82a.
Die Auffassung der Tiergestalt als Folge eines Schadenzaubers, der zur Erlösung aufgehoben wird, ist vergleichsweise jung. Bei Naturvölkern erscheint die Hin- und Rückverwandlung zum Tier als selbstverständlicher Zug des Menschen. Schneeweißchen und Rosenrot hat hier ein ähnliches Thema wie KHM 1 Der Froschkönig, KHM 88 Das singende springende Löweneckerchen, KHM 108 Hans mein Igel, KHM 111 Der Bärenhäuter, KHM 82a Die drei Schwestern, KHM 129a Der Löwe und der Frosch. Zum einmal schlafenden Schutzengel vgl. KHM 201 Der heilige Joseph im Walde.

## Rezeptionen
Wilhelm Hauff verwendete das Märchen in seinem Märchen-Almanach auf das Jahr 1827 für Söhne und Töchter gebildeter Stände. Johann Heinrich Lehnert bearbeitete Wilhelm Grimms Version des Märchens 1829 in seinem Märchenkranz für Kinder.
Barbara Frischmuth schrieb einen parodistischen Dialog: Rosenrot gesteht Schneeweißchen, dass sie mit ihrem schönen Mann unglücklich ist und ihre Kindheitsanalyse ergab, dass sie den Zwerg begehrte. Paul Maar meint in seinen Erinnerungen, der böse Zwerg habe wohl auch seinen Vater verzaubert, bei dem er aber vergeblich auf den goldenen Schimmer wartete.
Till Lindemann nannte für seine Band Rammstein ein Lied Rosenrot. Auch Faun singt Rosenrot, Blackbriar Snow White and Rose Red.
Margo Lanagan verarbeitet den Stoff in ihrem düsteren Fantasy-Jugendroman Ligas Welt (Tender Morsels, 2008).
Der Märchen-inspirierte Weihnachtsmarkt bei Schloss Kaltenberg nutzt die Namen Schneeweißchen und Rosenrot für weißen und roten Glühwein.

## Theater
- Schneeweißchen und Rosenrot. Ein Märchenspiel in 3 Bildern von Robert Bürkner
- Schneeweißchen und Rosenrot. Ein Kinder-, Jugend-, Schultheaterstück von Wilfried Reinehr, erschienen im Reinehr-Verlag

## Verfilmungen
- 1929: Der verzauberte Prinz. Eine Filmvariation über das Märchen „Schneeweißchen und Rosenrot“, Deutschland, Regie: Hanns Walter Kornblum[12]
- 1938: Schneeweißchen und Rosenrot, Deutschland, Regie: Alfred Stöger
- 1953: Schneeweißchen und Rosenrot, Großbritannien, Scherenschnittfilm, Regie: Lotte Reiniger
- 1955: Schneeweißchen und Rosenrot, BR Deutschland, Regie: Erich Kobler
- 1957: Schneeweisschen und Rosenrot, Deutschland, Fernsehproduktion der Augsburger Puppenkiste, s/w
- 1979: Schneeweißchen und Rosenrot, DDR/ČSSR, DEFA-Märchenfilm, Regie: Siegfried Hartmann mit Pavel Trávníček
- 1984: Schneeweißchen und Rosenrot, BR Deutschland, Regie: Rita-Maria Nowottnick-Genschow
- 1987: Gurimu Meisaku Gekijō, japanische Zeichentrickserie, Folge 9: Schneeweißchen und Rosenrot
- 1999: SimsalaGrimm, deutsche Zeichentrickserie, Staffel 3, Folge 44: Schneeweißchen und Rosenrot
- 2012: Schneeweißchen und Rosenrot, Deutschland, Märchenfilm der 5. Staffel aus der ARD-Reihe Sechs auf einen Streich, Regie: Sebastian Grobler
- 2018: Schneeweißchen und Rosenrot, Deutschland, Märchenfilm der Reihe Herzkino.Märchen, Regie: Seyhan Derin